# Црњелово Горње
Црњелово Горње је насељено мјесто у граду Бијељина, Република Српска, БиХ. Према прелиминарним подацима пописа становништва 2013. године, у насељу је живјело 1.284 становника.
Овде се налази ОФК Слога Горње Црњелово.

## Познате личности
- Епископ канадски Георгије
- Епископ средњоевропски Константин

## Становништво
| Националност       | 1991.          | 1981.          | 1971.          |
| Срби               | 1.787 (97,11%) | 1.885 (99,05%) | 1.923 (99,48%) |
| Муслимани          | 1 (0,05%)      | 0              | 4 (0,20%)      |
| Хрвати             | 1 (0,05%)      | 1 (0,05%)      | 1 (0,05%)      |
| Југословени        | 35 (1,90%)     | 16 (0,84%)     | 0              |
| остали и непознато | 16 (0,86%)     | 1 (0,05%)      | 5 (0,25%)      |
| Укупно             | 1.840          | 1.903          | 1.933          |

| Демографија | Демографија | Демографија |
| Година      | Становника  | Становника  |
| ----------- | ----------- | ----------- |
| 1948.       | 1.747       |             |
| 1953.       | 1.836       |             |
| 1961.       | 1.889       |             |
| 1971.       | 1.933       |             |
| 1981.       | 1.903       |             |
| 1991.       | 1.824       |             |
| 2013.       | 1.284       |             |

## Религија
Црква Вазнесења Господњег у Горњем Црњелову